# Медаль «За заслуги в военно-патриотическом воспитании Азербайджанской Республики»
Медаль «За заслуги в военно-патриотическом воспитании Азербайджанской Республики» (азерб. "Hərbi vətənpərvərlik tərbiyəsində xidmətlərə görə" medalı) — государственная награда Азербайджанской Республики. Учреждена законом №1001-VQD от 13 февраля 2018 года

## Основания для награждения
Медаль «За заслуги в военно-патриотическом воспитании». Данной медалью будут награждены:
- военнослужащие и гражданские лица за заслуги в просвещении на тему мобилизации и военного патриотизма граждан;
- государственные служащие и другие лица соответствующего органа исполнительной власти за организацию мобилизации и призыва, военно-патриотическое воспитание и патриотическую пропаганду граждан.[3]

## Способ ношения
Медаль «За заслуги в военно-патриотическом воспитании» ставится на левой стороне груди, после других орденов и медалей Азербайджанской Республики.

## См.также
- Государственные награды Азербайджана#Высшее звание